# Via Mala
La Via Mala, o Viamala és una gorja del riu Hinterrhein o Rin Posterior, entre els pobles de Thusis i Zillis Reisch al cantó suís dels Grisons, que ha estat emprada com a via de comunicació des de temps antics com accés pel costat nord als colls de San Bernardino i Splügen.
Es discuteix des de quan hi ha un camí practicable a través de la gorja però sembla que a l'antiguitat tardana es va poder travessar amb camins excavats i galeries. Des de 1818-1823 hi passa una carretera, però el 1967 es va construir l'autovia A13 (ara part de l'E43) que l'evita amb un túnel. Una escala construïda el 1903 permet visitar el fons de la gorja.